# Knuthenborg Safaripark
Knuthenborg Safaripark är en safaripark i Danmark. Den skapades i herrgårdsparken till Knuthenborg, mellan Bandholm och Maribo på ön Lolland, och är en av de största safari- och nöjesparkerna i norra Europa.[källa behövs] Den är, vid sidan av Lalandia, ett välbesökt turistmål på Lolland.
Parken har en yta på nära 600 hektar och är i den västra och södra sidan omgiven av en mer än 7 km lång och 2,5 m hög stenmur med fyra portar, bland annat Maglemer-porten och Bandholm-porten. Parken anlades omkring 1866 i engelsk stil. Safariparken grundades år 1969, när greve Adam W. Knuth, vars familj har ägt parken i mer än 300 år, hämtade de första djuren till Bandholm från Afrika. Det var zebror, strutsar och antiloper. Idag kan man färdas på mer än 15 km väg med bil genom parken och se över 900 djur. På många platser kan man lämna bilen och uppleva djuren på nära håll utan staket och gitter.
Parken är indelad i olika avdelningar, som är baserade på kontinenterna. I savann-området finns djur från Afrika, såsom zebror, giraffer, strutsar, antiloper, gnuer, noshörningar, ankole-watusi, inhemska åsnor, nubiska getter och afrikanska dvärggetter.  Det finns också ett separat område för apor (babianer) och halvapor (lemurer). Från Asien finns djur som vattenbuffel, jak, japansk sikahjort och sibirisk tiger, som är inrymd i ett separat område som har strikta säkerhetsåtgärder. Det australiska djurlivet representeras av kängurur och emuer, de nordamerikanska prärierna och Pampas i Sydamerika av bison och älg.
Förutom djurparken finns en av Danmarks största naturlekplatser på området.
År 2020 flyttade Danmarks fyra sista cirkuselefanter från Circus Arena och Cirkus Trapetz till Knuthenborg.

## Bilder

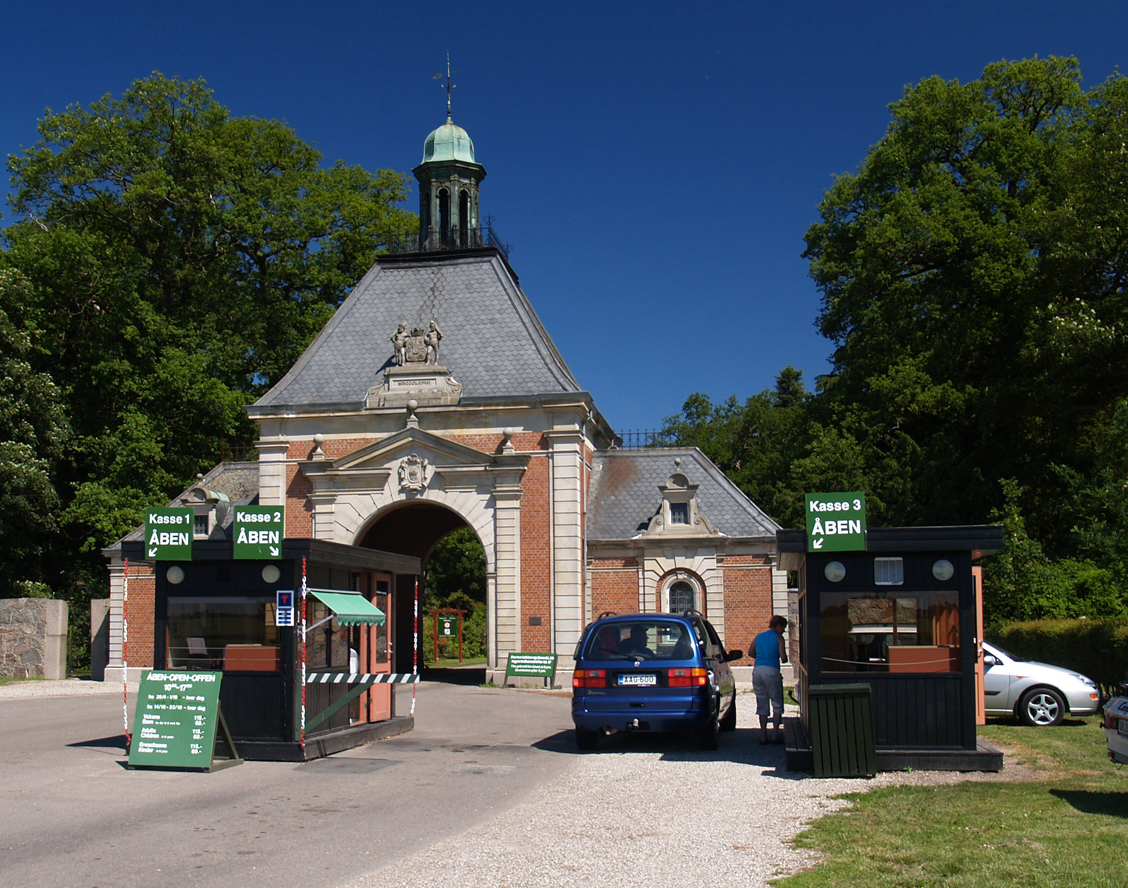
Maglemer-porten.
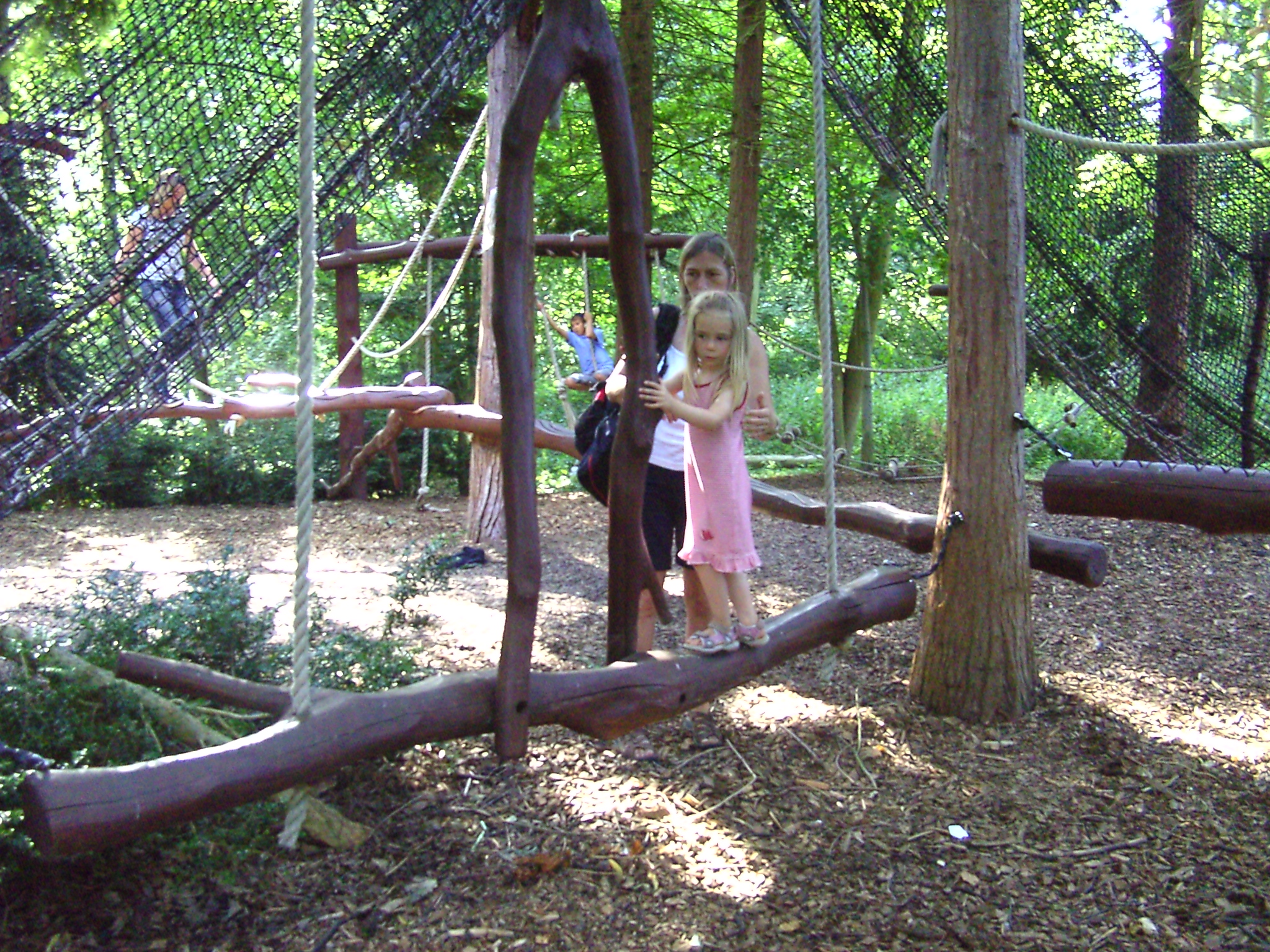
En stor naturlekplats.
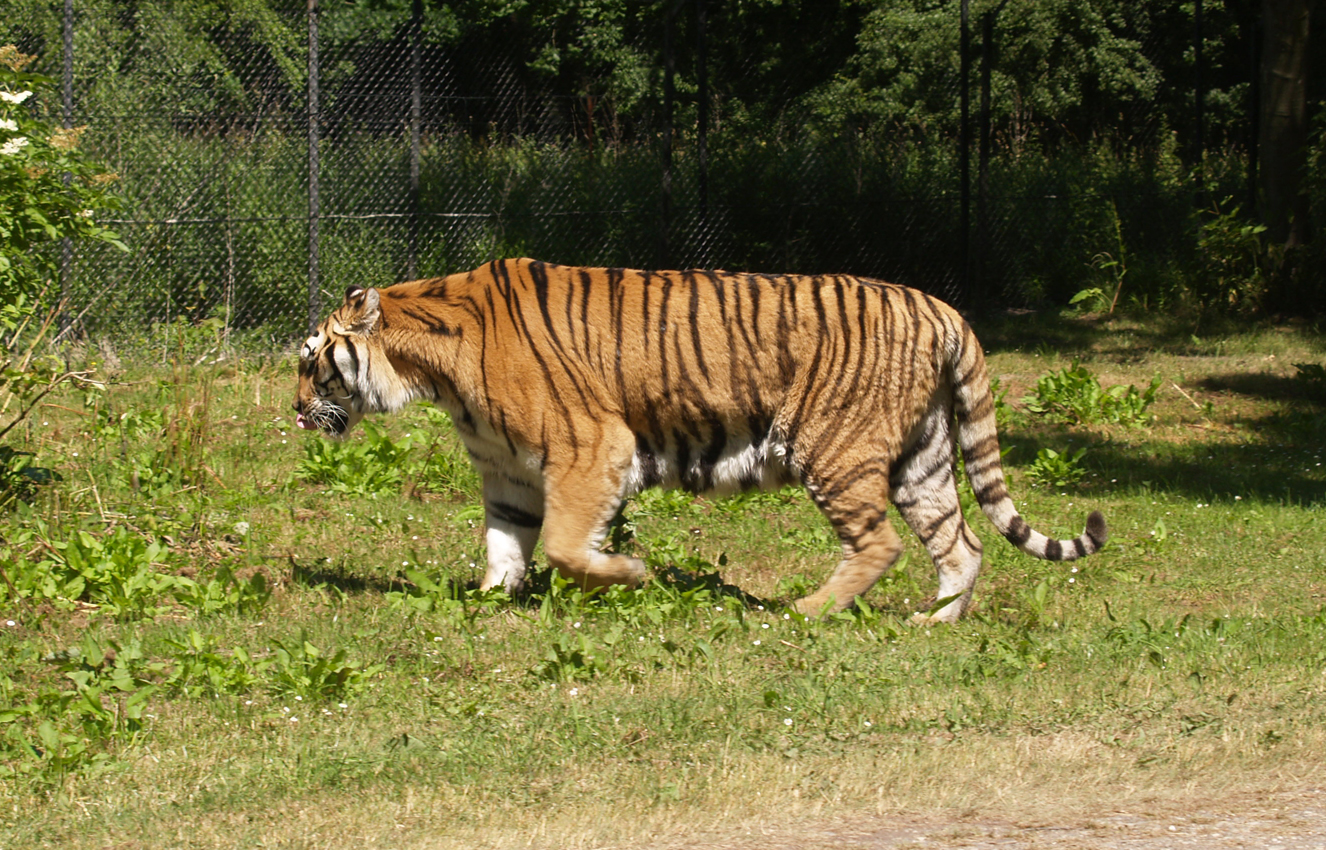
Tiger i Knuthenborg Safaripark.
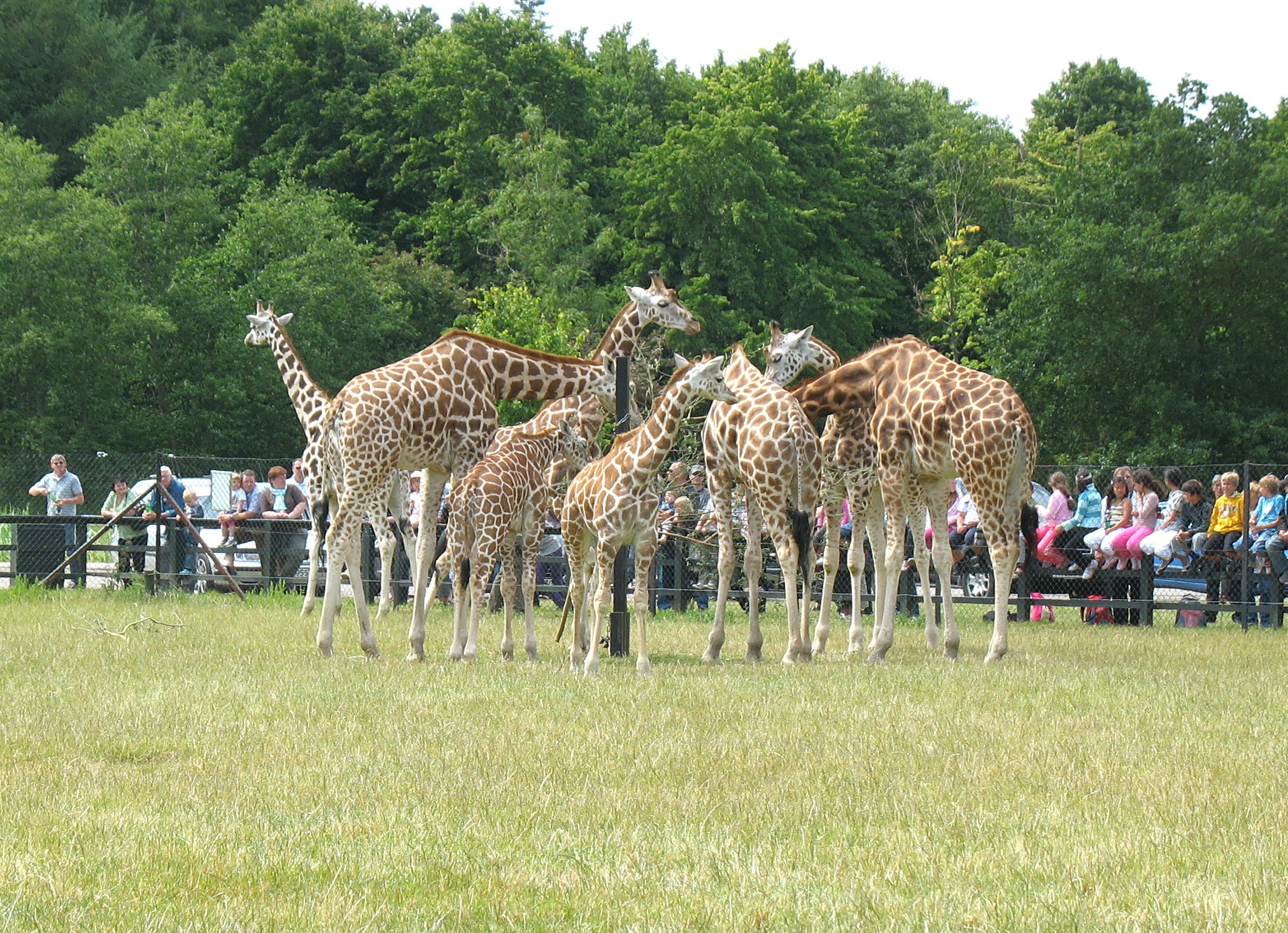
Ätande giraffer.
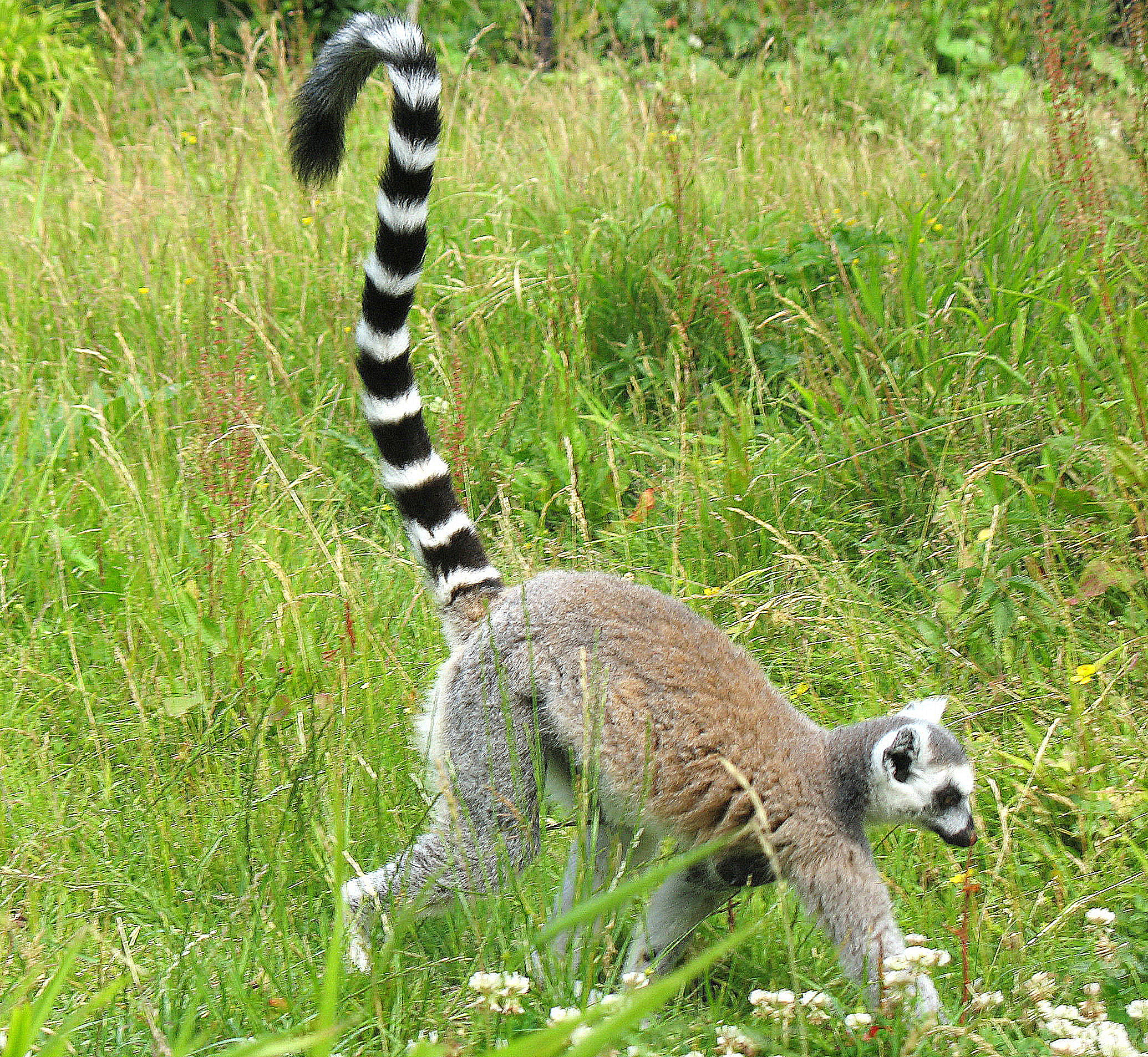
Lemur.
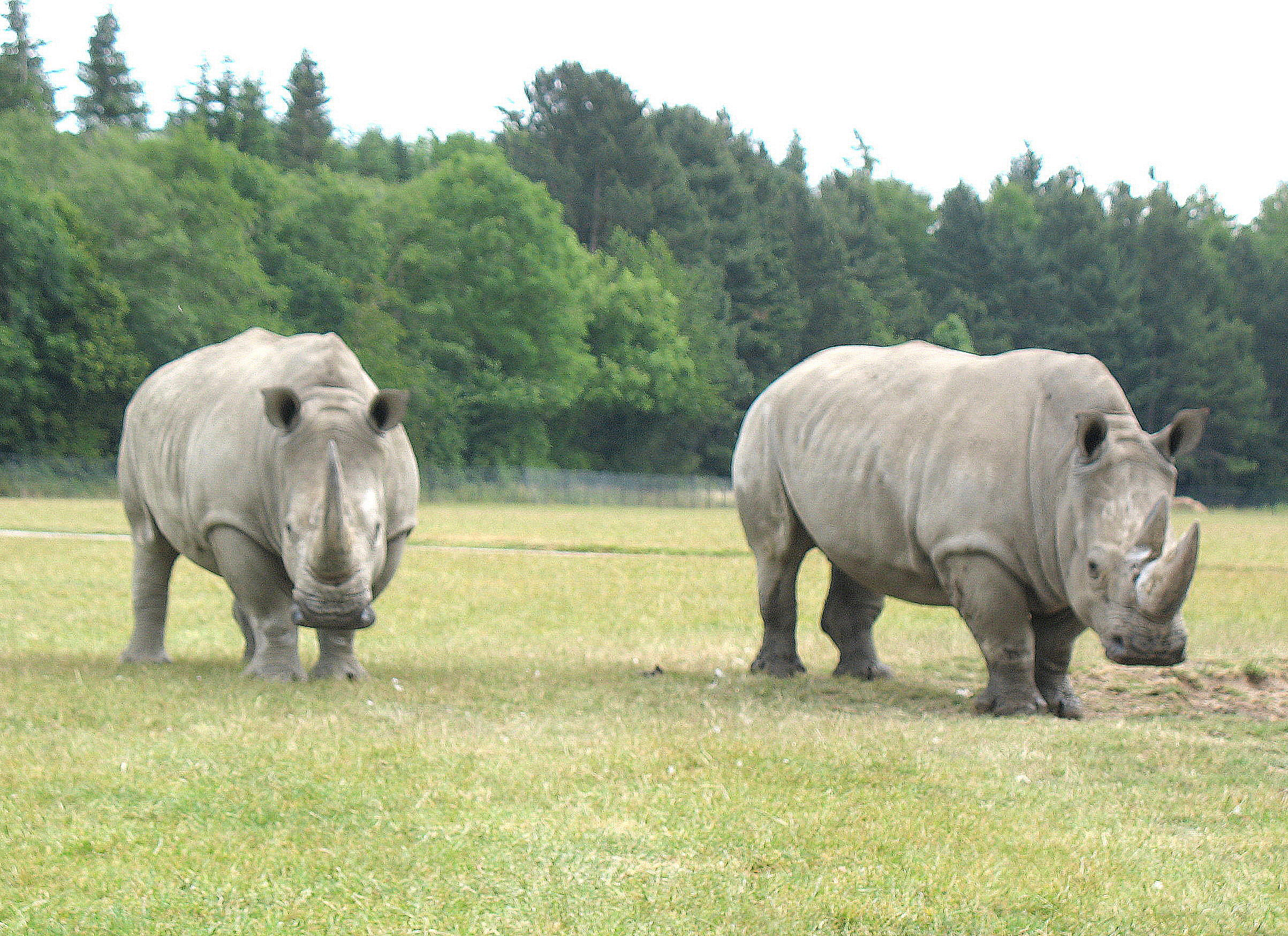
Noshörningar.
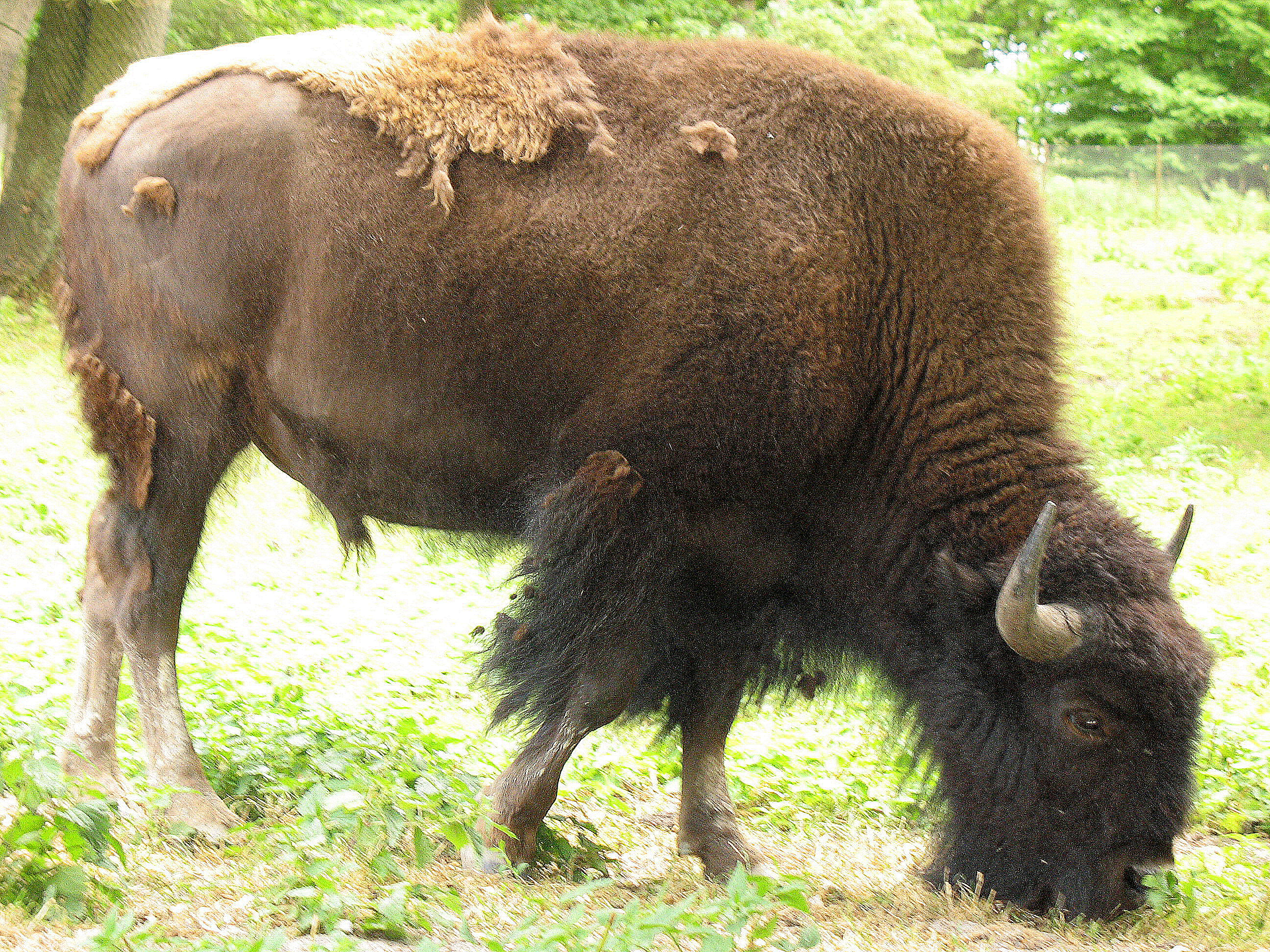
Bisonoxe.
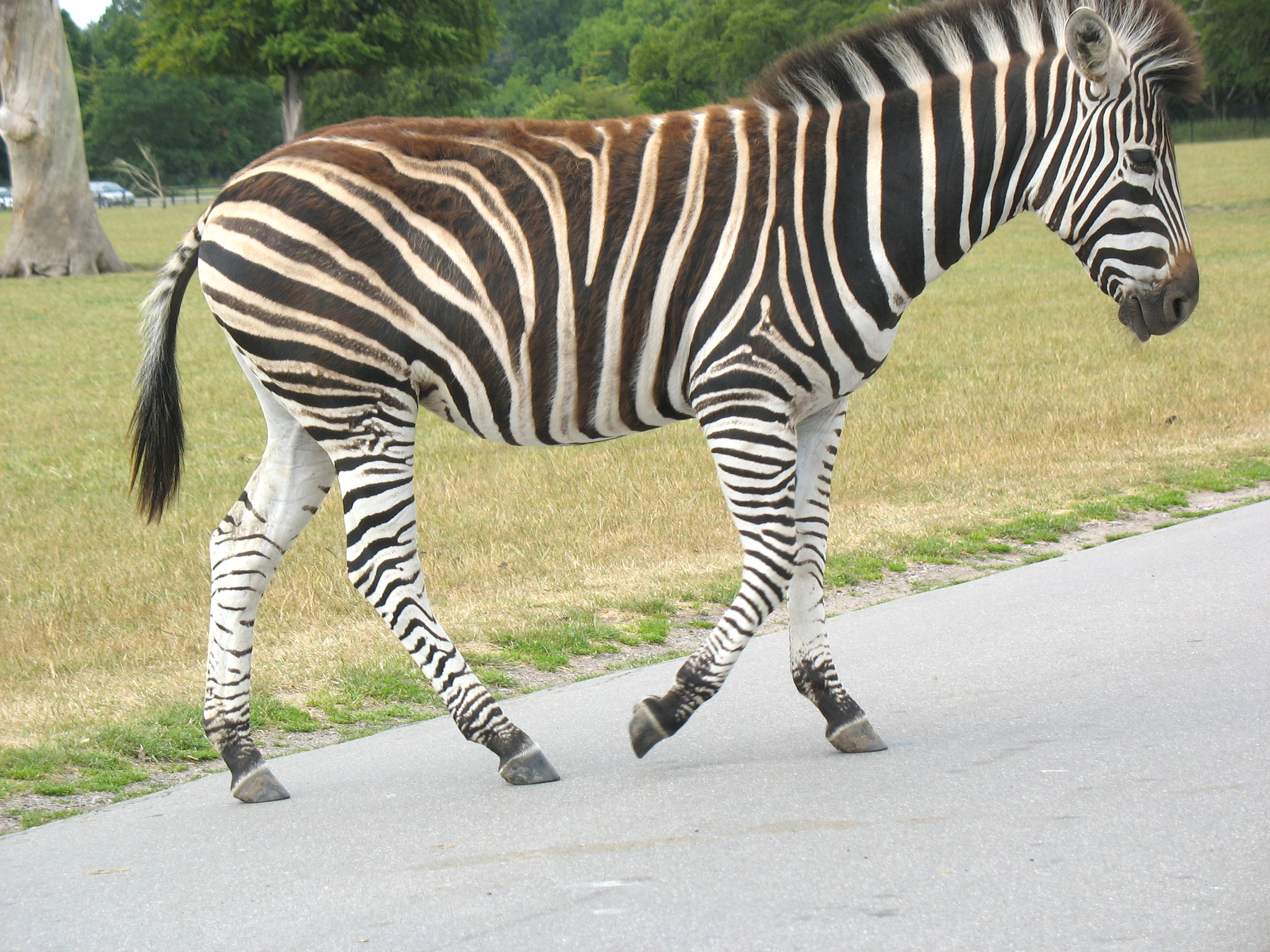
Zebra.